# GnuCash
GnuCash je svobodná multiplatformní aplikace pro účetnictví, včetně podvojného. Vývoj původně směřoval k podobným vlastnostem, jaké měl program Quicken firmy Intuit, ale nakonec získal také funkce užitečné pro účetnictví malých firem. Současný vývoj je zaměřen na přizpůsobení se požadavkům moderních desktopových prostředí.
GnuCash je součástí projektu GNU a běží na Linuxu, OpenBSD, FreeBSD, Solarisu, Mac OS X a dalších Unix-ových operačních systémech. Port pro Microsoft Windows (2000 nebo novější) byl přidán v řadě 2.1.x roku 2007. Je dostupný i jako aplikace pro Android.
Program je napsán v jazycích C a Scheme.
Netypickou vlastností je také dostupnost komerční podpory v USA.

## Vlastnosti
- Podvojné účetnictví
- Plánování operací
- Hypoteční a úvěrové splátky
- Funkce zaměřené na malé podniky
- Import formátů OFX a QIF
- Podpora HBCI (přestože není zahrnuta v předkompilovaných balíčcích, kvůli licenčním obavám)[2]
- (Omezená) více-uživatelská podpora SQL
- Manipulace s transakcemi v různých měnách
- Akcie a portfolia podílových fondů, včetně online služeb
- Grafy, včetně koláčových[3]